# Abbey (narod)
Abbey (Abbé, Abé), nigersko-kongoanski narod iz skupine Kwa naseljen u Obali Slonovače u podsprefekturama Agboville i Tiassale gdje imaju oko 70 sela (kanton Abe). Govore istoimenim jezikom abé, s nekoliko dijalekata, a član je jezične podskupine agneby. Žive od poljodjelstva, uzgoj manioke, jama, rajčice, ljutih papričica, kakaoa, kave, uljevitih palmi. Religija je uz tradicionalnu plemensku i kršćanska i muslimanska. 
Godine 1910. podižu ustanak protiv Francuza.